# Wirtschaftseinheit
|                       |                       |                       |                       |                       |                       |  |  | Wirtschaftseinheiten |                 |                 |                 |                 |                 |  |  |                                       |                                       |                                       |                                       |                                       |                                       |  |  |  |  |  |  |  |  |  |  |  |  |  |  |  |  |  |  |
|                       |                       |                       |                       |                       |                       |  |  |                      |                 |                 |                 |                 |                 |  |  |                                       |                                       |                                       |                                       |                                       |                                       |  |  |  |  |  |  |  |  |  |  |  |  |  |  |  |  |  |  |
|                       |                       |                       |                       |                       |                       |  |  |                      |                 |                 |                 |                 |                 |  |  |                                       |                                       |                                       |                                       |                                       |                                       |  |  |  |  |  |  |  |  |  |  |  |  |  |  |  |  |  |  |
| Öffentliche Haushalte | Öffentliche Haushalte | Öffentliche Haushalte | Öffentliche Haushalte | Öffentliche Haushalte | Öffentliche Haushalte |  |  | Privathaushalte      | Privathaushalte | Privathaushalte | Privathaushalte | Privathaushalte | Privathaushalte |  |  | Betriebe                              | Betriebe                              | Betriebe                              | Betriebe                              | Betriebe                              | Betriebe                              |  |  |  |  |  |  |  |  |  |  |  |  |  |  |  |  |  |  |
| Öffentliche Haushalte | Öffentliche Haushalte | Öffentliche Haushalte | Öffentliche Haushalte | Öffentliche Haushalte | Öffentliche Haushalte |  |  | Privathaushalte      | Privathaushalte | Privathaushalte | Privathaushalte | Privathaushalte | Privathaushalte |  |  | Betriebe                              | Betriebe                              | Betriebe                              | Betriebe                              | Betriebe                              | Betriebe                              |  |  |  |  |  |  |  |  |  |  |  |  |  |  |  |  |  |  |
|                       |                       |                       |                       |                       |                       |  |  |                      |                 |                 |                 |                 |                 |  |  |                                       |                                       |                                       |                                       |                                       |                                       |  |  |  |  |  |  |  |  |  |  |  |  |  |  |  |  |  |  |
|                       |                       |                       |                       |                       |                       |  |  | Unternehmen          | Unternehmen     | Unternehmen     | Unternehmen     | Unternehmen     | Unternehmen     |  |  | Öffentliche Betriebe und Verwaltungen | Öffentliche Betriebe und Verwaltungen | Öffentliche Betriebe und Verwaltungen | Öffentliche Betriebe und Verwaltungen | Öffentliche Betriebe und Verwaltungen | Öffentliche Betriebe und Verwaltungen |  |  |  |  |  |  |  |  |  |  |  |  |  |  |  |  |  |  |

Wirtschaftseinheit oder Wirtschaftssubjekt (englisch economic unit) ist in der Wirtschaftswissenschaft ein wirtschaftlich selbständiger Entscheidungsträger, etwa ein Privathaushalt oder ein Unternehmen.

## Allgemeines
Zu den Wirtschaftseinheiten gehören Privathaushalte, Unternehmen und der Staat mit allen ihm zuzuordnenden öffentlichen Haushalten (öffentliche Hand einschließlich Sozialversicherung). Manchmal werden als weitere Wirtschaftseinheiten noch die privaten Organisationen ohne Erwerbscharakter (wie Vereine, Kirchen, Gewerkschaften oder Verbände) und das Ausland (etwa Touristen) hinzugerechnet. Jede Gruppe gleicher Wirtschaftseinheiten weist Eigenheiten auf, die sie von den anderen Gruppen von Wirtschaftseinheiten unterscheidet. Das betrifft ihren wirtschaftlichen Zweck, ihre Vermögens- und Kapitalstruktur, ihre hauptsächliche Einkommensart und ihre Ziele. Wirtschaftseinheiten sind so organisiert, dass sie aufgrund ihrer Ziele in der Lage sind, am Markt teilzunehmen. Sie sind Akteure, die als Entscheidungsträger („Subjekte“) auf den Märkten in Interaktion treten und innerhalb ihrer Gruppe jeweils ein charakteristisches Marktverhalten aufweisen. Wirtschaftssubjekte mit ähnlichen Verhaltensweisen werden zu Wirtschaftssektoren zusammengefasst.

## Geschichte
Der Physiokrat François Quesnay kannte in seinem 1758 entstandenen Tableau économique drei Wirtschaftseinheiten, nämlich Eigentümer, Unternehmer und Arbeiter, die er entweder zur „produktiven Klasse“ (Unternehmer und Arbeiter in der Landwirtschaft) oder zur „sterilen Klasse“ (Unternehmer und Arbeiter in Handel und Manufaktur) zusammenfasste. In seinem Buch Theorie der ethischen Gefühle beschrieb Adam Smith im Jahre 1759 psychologische Aspekte des Verhaltens (englisch conduct) von Wirtschaftssubjekten. Spätestens seit seinem Buch Der Wohlstand der Nationen (März 1776) wird davon ausgegangen, dass die privaten Wirtschaftssubjekte ihren eigenen individuellen Nutzen verfolgen. Smith erkannte den Wettbewerb zwischen den am Markt teilnehmenden Wirtschaftssubjekten als den entscheidenden Selbststeuerungsmechanismus.
Das Wirtschaften beruht Werner Sombart zufolge auf dem „zweckmäßigen Handeln“ der Wirtschaftssubjekte. Unter diesen Wirtschaftssubjekten verstand er im Jahre 1902 „Persönlichkeiten, von deren Willen also die wirtschaftliche Tätigkeit der eigenen Person oder Fremder bestimmt wird, bei denen im Bilde gesprochen der Schwerpunkt des Wirtschaftslebens liegt“. Er unterschied 1927 zwischen Konsumtions- und Produktionswirtschaftssubjekten, rechnete die Kapitalisten als Inhaber der Produktionsmittel zu den Wirtschaftssubjekten und fasste die Lohnarbeiter als Wirtschaftsobjekte auf. Der Privathaushalt ist Heinrich von Stackelberg zufolge eine „Wirtschaftseinheit, deren Zwecke die Verwendung wirtschaftlicher Güter erfordern, selbst jedoch nicht die Erzeugung wirtschaftlicher Güter zum Inhalt haben“. Erich Kosiol sah 1962 in der Wirtschaftseinheit ein „Aktionsgebilde zur Erreichung von (ökonomischen, d. Verf.) Zielen durch Willenshandlungen“. Für Erwin Grochla schien eine sinnvolle Definition der Wirtschaftseinheit 1964 noch ein ungelöstes Problem der Wirtschaftswissenschaft zu sein.

## Arten
Privathaushalte weisen eine hauptsächlich dem Wohnzweck und der Haushaltsführung dienende Vermögensstruktur auf, ihr Zweck besteht in dem Angebot von Arbeit, ihr Ziel ist die Nutzenmaximierung. Sie erzielen Arbeitseinkommen, Einkommen aus Kapitalbeteiligung, Unternehmertätigkeit oder Transferleistungen. Das Arbeitsangebot wird durch die Präferenzen der Privathaushalte festgelegt, die bestimmte Kombinationen von Realeinkommen und Freizeit zur Auswahl haben.
Unternehmen weisen eine mehr oder weniger hohe Anlagenintensität auf, um Güter und Dienstleistungen produzieren zu können; ihre hauptsächliche Einkunftsart ist der Gewinn, ihr Betriebszweck besteht in der Kombination der Produktionsfaktoren zwecks Produktion und Vertrieb und ihr Unternehmensziel ist die Gewinnmaximierung. Sie beziehen Produktionsfaktoren, um sie im Produktionsprozess in Konsum- oder Investitionsgüter und Dienstleistungen umzuwandeln. Die Unternehmen stellen bei beliebig teilbaren Produktionsfaktoren und einer Produktionsfunktion mit abnehmender Grenzproduktivität solange zusätzlich Personal ein, bis die Grenzproduktivität dem Reallohn entspricht. Der Staat (und insbesondere die öffentliche Verwaltung und öffentliche Unternehmen) dienen öffentlichen Zwecken, erfüllen öffentliche Aufgaben und verfolgen das Ziel des Kostendeckungsprinzips.
Jede Wirtschaftseinheit kann eine Bilanz erstellen, bei der sich auf der Aktivseite das Sachvermögen (Privathaushalte: Wohnimmobilie, Hausrat; Unternehmen: Gewerbeimmobilien, Lagerbestand; Staat: öffentliches Vermögen) und die Forderungen (Kassenbestand, Bankguthaben, Wertpapiere, Devisen) sowie auf der Passivseite die Verbindlichkeiten (etwa Staatsschulden) und das Reinvermögen bzw. Eigenkapital befinden.

## Interaktion der Wirtschaftseinheiten
Das Wirtschaften in einer Volkswirtschaft erfolgt durch die Wirtschaftseinheiten. Um das ökonomische Prinzip zu verwirklichen, müssen sie einen Wirtschaftsplan aufstellen. Dabei sind sie gezwungen, ihren Wirtschaftsplan bestmöglich mit den Plänen anderer Wirtschaftseinheiten zu koordinieren. In einer Marktwirtschaft entscheiden sie aufgrund ihres Wirtschaftsplans dezentral; ihre Entscheidungen werden über Märkte koordiniert.
Heute ist der Privathaushalt eine aus einer oder mehreren natürlichen Personen zusammengesetzte Wirtschaftseinheit, die eine private Finanzplanung aufstellen, durch Verbrauchsentscheidungen Konsumgüter/Dienstleistungen nachfragen, Arbeitsangebot zur Verfügung stellen und nur für den eigenen Konsum produzieren (Hausarbeit, Gartenarbeit, Erziehung). Günter Wöhe definiert den Betrieb als „planvoll organisierte Wirtschaftseinheit, in der Produktionsfaktoren kombiniert werden, um Güter und Dienstleistungen herzustellen und abzusetzen“, sie treffen Produktionsentscheidungen.
Der Staat und seine Haushalte sind eine Wirtschaftseinheit, die überwiegend öffentliche Güter herstellt und der Öffentlichkeit bereitstellt. Entscheidungsträger im Staat ist das Organ (Parlament, Kabinett, Finanzminister, Kämmerer), das die Abstimmung der Mittel für die verschiedenen Kollektivzwecke vornimmt. Wirtschaftseinheit ist der Staat nur als der Bewirtschafter von Mitteln für kollektive Zwecke.
Die Möglichkeit bzw. die Notwendigkeit, Leistungen von anderen Wirtschaftseinheiten zu erwerben oder an diese abzugeben, erfordert Arbeitsteilung. Hierdurch sind die Wirtschaftseinheiten durch zwei Prinzipien miteinander verbunden:
- Leistungen gegen Entgelt: die Wirtschaftssubjekte vereinbaren übereinstimmend, was jeder gibt und was der andere dafür erhält („Entgeltwirtschaft“),
- einseitige Leistungs- und Zahlungsvorgänge: die Leistungsabgabe an andere ist von Entgelt-Einnahmen abgetrennt und wird durch Steuereinnahmen ersetzt („Staatswirtschaft“).

Die Wirtschaftssektoren bilden schließlich die einfachste Struktur der volkswirtschaftlichen Gesamtrechnung.